# Attiches
Attiches és un municipi francès, situat a la regió dels Alts de França, al departament del Nord. L'any 2006 tenia 2.270 habitants. Limita amb els municipis de Seclin, Avelin, Tourmignies, Mons-en-Pévèle, Thumeries, La Neuville i Phalempin.
| 1962                                       | 1968 | 1975  | 1982  | 1990  | 1999  | 2006  |
| ------------------------------------------ | ---- | ----- | ----- | ----- | ----- | ----- |
| 747                                        | 808  | 1.607 | 1.931 | 1.954 | 2.229 | 2.270 |
| Des de 1962: Població sense dobles comptes |      |       |       |       |       |       |

| Període   | Identitat    | Partit |
| --------- | ------------ | ------ |
| 1975-2001 | André Rosart |        |
| 2001-     | Luc Foutry   |        |